# Polska Jest Najważniejsza
Polska Jest Najważniejsza (PJN) – polska centroprawicowa partia polityczna założona 12 grudnia 2010, zarejestrowana 17 marca 2011. Posiadała klub parlamentarny (w Sejmie VI kadencji i Senacie VII kadencji), a także (do końca działalności) reprezentację w Parlamencie Europejskim. Ugrupowanie tworzyli w większości byli politycy Prawa i Sprawiedliwości, częściowo również Platformy Obywatelskiej. 7 grudnia 2013 PJN podjęła decyzję o samorozwiązaniu, w związku z powołaniem tego dnia partii Polska Razem, współtworzonej przez działaczy PJN z Jarosławem Gowinem (zgodnie z uchwałą rady krajowej PJN, partia istniała do chwili rejestracji Polski Razem, która nastąpiła 14 lutego 2014).

## Historia

### Stowarzyszenie i partia

#### 2010
Stowarzyszenie „Polska Jest Najważniejsza” zostało założone 16 listopada 2010 przez posłanki Joannę Kluzik-Rostkowską i Elżbietę Jakubiak, które 5 listopada 2010 zostały wykluczone z Prawa i Sprawiedliwości.
Członkami założycielami PJN byli posłowie PiS (lub wybrani z listy tej partii) na Sejm RP i do Parlamentu Europejskiego: posłowie Joanna Kluzik-Rostkowska, Elżbieta Jakubiak, Paweł Poncyljusz, Tomasz Dudziński, Jacek Pilch, Lena Dąbkowska-Cichocka, Jan Ołdakowski (dwoje ostatnich bezpartyjni, członkowie klubu PiS), eurodeputowani Adam Bielan, Michał Kamiński, Paweł Kowal, Marek Migalski (bezpartyjny, wybrany z listy PiS) oraz osoby bez mandatu poselskiego: Wojciech Kasprowski, Michał Kaźmiński, Ewelina Owczarska i Anna Kamińska (żona Michała Kamińskiego). Prezesem została Joanna Kluzik-Rostkowska.
Nazwa ugrupowania pochodziła od oficjalnego hasła kampanii Jarosława Kaczyńskiego w przedterminowych wyborach prezydenckich w 2010 (szefem sztabu wyborczego była Joanna Kluzik-Rostkowska, rzecznikiem prasowym sztabu był Paweł Poncyljusz). Tomasz Dudziński zadeklarował, że był autorem koncepcji użycia hasła „Polska jest najważniejsza” w kampanii wyborczej.
17 listopada w Sądzie Okręgowym w Warszawie został złożony wniosek o rejestrację stowarzyszenia. Mimo to inna grupa poinformowała, że ruch o identycznej nazwie powstał wcześniej w województwie świętokrzyskim 30 września 2010. Ponadto 10 października 2010 powstało w Warszawie stowarzyszenie o nazwie „Polska Jest Najważniejsza” kierowane przez Włodzimierza Klonowskiego, które zostało założone przez sympatyków Jarosława Kaczyńskiego z czasu kampanii przed wyborami prezydenckimi, a które decyzją sądu zostało 9 grudnia wpisane do Krajowego Rejestru Sądowego pod nazwą „Polska Jest Najważniejsza”.
8 grudnia w Katowicach została przedstawiona przez polityków ugrupowania Joanny Kluzik-Rostkowskiej deklaracja programowa, w której zawarto m.in. odwołanie do wartości republikańskich, konserwatywnych, chrześcijańskich i solidarnościowych.
12 grudnia w Warszawie odbył się kongres stowarzyszenia, podczas którego Joanna Kluzik-Rostkowska ogłosiła powstanie na jego bazie partii politycznej.

#### 2011
28 stycznia 2011 został złożony wniosek o rejestrację partii „Polska Jest Najważniejsza”, a 4 lutego wniosek o rejestrację „Stowarzyszenia Obywatelskiego Polska Jest Najważniejsza”. Partia zarejestrowana została 17 marca. Jej przewodniczącą została Joanna Kluzik-Rostkowska, a w skład zarządu krajowego weszli Elżbieta Jakubiak i Paweł Poncyljusz. Stowarzyszenie zostało zarejestrowane w kwietniu.
18 marca ze stowarzyszenia PJN został wykluczony jeden z jego założycieli, eurodeputowany Adam Bielan.
27 marca podczas konferencji prasowej Joanna Kluzik-Rostkowska zaprezentowała partyjne logo przedstawiające białego orła wznoszącego się do lotu i biały napis „PJN” (na amarantowym tle).
W kwietniu partia PJN podjęła współpracę ze Stronnictwem Konserwatywno-Ludowym, jednak ostatecznie nie podpisała z nim porozumienia o współpracy wyborczej (jedynie sekretarz generalny SKL Krzysztof Oksiuta został członkiem sztabu wyborczego PJN i kandydatem partii do Sejmu).
4 czerwca odbył się pierwszy kongres partii PJN, o charakterze programowo-wyborczym, na którym zostały wybrane władze formacji. Na prezesa został wybrany Paweł Kowal, a na przewodniczącego rady krajowej Zbigniew Wojciechowski. Rada krajowa na posiedzeniu, które odbyło się 6 dni później, wybrała na wiceprezesów partii Pawła Poncyljusza i Marka Migalskiego. Skarbnikiem PJN została Elżbieta Jakubiak. 13 czerwca z ugrupowania odeszła jego inicjatorka Joanna Kluzik-Rostkowska, która podjęła współpracę z Platformą Obywatelską. 8 lipca kolejnym wiceprezesem partii został Wojciech Mojzesowicz.
W wyborach parlamentarnych PJN zarejestrowała listy we wszystkich 41 okręgach do Sejmu, a także kandydatów w 13 ze 100 okręgów do Senatu. Z list PJN startowało kilku członków Stronnictwa Demokratycznego, po jednym wiceprzewodniczącym RLN i KPEiR, sekretarz generalny SKL, a także m.in. pojedynczy członkowie UPUM i LPR. W wyborach do Sejmu komitet PJN otrzymał 2,19% głosów, co było 6. wynikiem spośród wszystkich komitetów i nie pozwoliło na uzyskanie mandatów w Sejmie. Partia nie uzyskała też mandatów w Senacie.

#### 2012
Plan działania na partii 2012 rok obejmował uporządkowanie spraw formalnych partii (m.in. zjazdy regionalne), a także przygotowywanie koncepcji programowych. Poszczególne struktury wojewódzkie oraz powiatowe zorganizowały również szereg akcji związanych z problemami lokalnych społeczności, eurodeputowani natomiast prowadzili aktywną politykę wschodnią dotyczącą m.in. problemów białoruskich (działania na rzecz poparcia więźniów politycznych) i ukraińskich.

#### 2013 i koniec istnienia partii
W styczniu 2013 ugrupowanie nawiązało kilkumiesięczną współpracę programową z Polskim Stronnictwem Ludowym, tworząc wspólne konwersatorium „Centrum dla Polaków”. W jego ramach odbyły się dwie debaty (w drugiej z nich brało udział również SKL).
23 czerwca w przedterminowych wyborach samorządowych w Elblągu PJN wystartowała wspólnie z SD i Kongresem Nowej Prawicy w ramach komitetu „Naszą Partią jest Elbląg”. Kandydatem na prezydenta był Edward Pukin z PJN, który zajął przedostatnie, 9. miejsce (uzyskał 1,48% głosów). 8 września w wyborach uzupełniających do Senatu VIII kadencji w okręgu dębicko-mieleckim kandydat PJN Andrzej Marciniec zajął przedostatnie, 6. miejsce (uzyskał 1,32% głosów).
4 października PJN podpisała porozumienie o współpracy programowej ze środowiskiem skupionym wokół posłów niezrzeszonych Jarosława Gowina, Johna Godsona i Jacka Żalka (którzy niedługo wcześniej opuścili PO, po porażce Jarosława Gowina w wyborach na szefa tej partii), angażując się przy tym w organizowaną przez Jarosława Gowina akcję społeczną „Godzina dla Polski” (do projektu dołączyło też Stowarzyszenie „Republikanie”, założone przez posła Przemysława Wiplera po jego odejściu z PiS). 7 grudnia rada krajowa PJN podjęła decyzję o samorozwiązaniu ugrupowania, w związku z powołaniem tego dnia nowej partii Jarosława Gowina Polska Razem, którą współtworzyli działacze PJN (formalnie PJN funkcjonowała do momentu rejestracji Polski Razem, która nastąpiła 14 lutego 2014). Grupa działaczy partii (na czele z Tomaszem Owsianikiem) nie zgodziła się z decyzją o jej samorozwiązaniu (uważając ją za nielegalną), wychodząc na drogę sądową. Ostatecznie PJN została wyrejestrowana przez sąd 21 lipca 2015.

### Klub parlamentarny
Klub poselski „Polska Jest Najważniejsza” powstał 23 listopada 2010. Utworzyło go 15 posłów. Jego szefem została Joanna Kluzik-Rostkowska. Dzień później wybrani zostali wiceprzewodniczący klubu: Elżbieta Jakubiak, Wojciech Mojzesowicz, Paweł Poncyljusz i Jacek Tomczak. 3 grudnia 2010 szeregi klubu zasilili posłowie Andrzej Sośnierz oraz Lucjan Karasiewicz. 
19 stycznia 2011 do klubu PJN przystąpił, jako jedyny z senatorów, Jacek Swakoń (dotychczasowy członek klubu Platformy Obywatelskiej). Do klubu PJN wstąpił również wybrany z listy PO poseł Zbigniew Wojciechowski, który złożył ślubowanie 1 lutego 2011.
7 czerwca 2011 nowym przewodniczącym klubu został Paweł Poncyljusz, którego na funkcji wiceprzewodniczącego zastąpił Andrzej Walkowiak. Rzecznikiem klubu został Jacek Pilch.
9 czerwca 2011 z klubu odszedł poseł Jan Filip Libicki, zarzucając kierownictwu partii brak wyraźnej deklaracji zaprzeczającej zamiarom współpracy ugrupowania z PiS. Dzień później z członkostwa w klubie w ślad za nim zrezygnował także wiceprzewodniczący klubu Jacek Tomczak. 13 czerwca rezygnację z członkostwa w klubie złożyła jego była przewodnicząca Joanna Kluzik-Rostkowska. 17 sierpnia klub przestał istnieć w wyniku rezygnacji z członkostwa w nim posła Wiesława Kiliana, który (podobnie jak wcześniejsi posłowie opuszczający klub) podjął współpracę z PO. Posłowie PJN powołali następnie 14-osobowe koło. 29 sierpnia 2011 dołączył jednak do nich dotychczasowy poseł PiS Jan Religa, co umożliwiło reaktywację klubu, którego szefem ponownie został Paweł Poncyljusz. Klub funkcjonował do końca kadencji (7 listopada 2011).

## Program
PJN deklarowała się jako ugrupowanie centroprawicowe, konserwatywne i chrześcijańsko-demokratyczne. W zakresie polityki społecznej deklarowało dążenie w ramach polityki prorodzinnej do wprowadzenia nowych przepisów podatkowych, korzystniejszych dla rodzin wielodzietnych. Oprócz tego PJN chciała ograniczyć biurokrację utrudniającą działalność gospodarczą. Partia proponowała także podwyższenie kwoty zwolnionej z opodatkowania PIT (co byłoby korzystne dla najmniej zarabiających) oraz wprowadzenie możliwości wspólnego rozliczania się rodziców z dziećmi. Ponadto PJN proponowała wprowadzenie ulgi podatkowej (rzędu 600 zł rocznie odpisywane od podatku) dla osób oszczędzających dobrowolnie w OFE lub IKE.
Do głównych założeń programu ekonomicznego PJN należały: zrównanie wieku emerytalnego kobiet i mężczyzn, objęcie bogatych rolników systemem emerytalnym ZUS, liniowa 19 proc. stawka VAT, ograniczenie biurokracji, ułatwienia dla przedsiębiorców, likwidacja becikowego oraz zwolnienie z tzw. podatku od dochodów kapitałowych osób mających w bankach niewielkie lokaty, rzędu 12 tys. złotych.
W dziedzinie ochrony zdrowia ugrupowanie postulowało decentralizację NFZ, uproszczenie zasad kontraktowania i wymogów stawianych zakładom opieki zdrowotnej. Partia domagała się likwidacji gimnazjów oraz wydłużenia o rok nauki w technikach i liceach. Sprzeciwiała się obowiązkowi uczęszczania do szkoły od 6. roku życia. PJN opowiadała się przeciwko depenalizacji aborcji.
Partia opowiadała się za usprawnieniem instytucji referendum, jednomandatowymi okręgami wyborczymi w wyborach samorządowych i bezpośrednim wyborem starostów. Posłowie PJN w głosowaniu sejmowym w większości opowiedzieli się przeciwko ustawie kwotowej.

## Działacze
Ugrupowanie posiadało struktury we wszystkich województwach, we wszystkich miastach na prawach powiatu i większości powiatów. Politykami partii byli radni wszystkich szczebli samorządu terytorialnego. Najaktywniejszymi regionami były województwa: lubelskie, mazowieckie, śląskie, pomorskie, małopolskie i kujawsko-pomorskie.

### Władze partii (od 4 czerwca 2011 do samorozwiązania)
Prezes:
- Paweł Kowal

Wiceprezesi:
- Marek Migalski
- Wojciech Mojzesowicz
- Paweł Poncyljusz

Skarbnik:
- Elżbieta Jakubiak

Przewodniczący Rady Krajowej:
- Zbigniew Wojciechowski

Przewodniczący Krajowego Sądu Partyjnego:
- Grzegorz Mierzwa

### Przywódcy partii
- Joanna Kluzik-Rostkowska – przewodnicząca od 17 marca 2011 do 4 czerwca 2011
- Paweł Kowal – prezes od 4 czerwca 2011 do 14 lutego 2014

### Posłowie, senatorowie i eurodeputowani
|    | poseł                   | w Sejmie                        |
| -- | ----------------------- | ------------------------------- |
| 1  | Lena Dąbkowska-Cichocka | 2007–2011                       |
| 2  | Tomasz Dudziński        | 2005–2011                       |
| 3  | Adam Gawęda             | 2007–2011, 2019–2023            |
| 4  | Kazimierz Hajda         | 2009–2011                       |
| 5  | Elżbieta Jakubiak       | 2007–2011                       |
| 6  | Lucjan Karasiewicz      | 2005–2011                       |
| 7  | Wojciech Mojzesowicz    | 1989–1993, 2001–2011            |
| 8  | Jan Ołdakowski          | 2005–2011                       |
| 9  | Zbysław Owczarski       | 2009–2011                       |
| 10 | Jacek Pilch             | 2007–2011                       |
| 11 | Paweł Poncyljusz        | 2001–2011, 2019–2023            |
| 12 | Jan Religa              | 2007–2011                       |
| 13 | Andrzej Sośnierz        | 2005–2006, 2007–2011, 2015–2023 |
| 14 | Andrzej Walkowiak       | 2005–2011                       |
| 15 | Zbigniew Wojciechowski  | 2011                            |

|   | senator      | w Senacie |
| - | ------------ | --------- |
| 1 | Jacek Swakoń | 2007–2011 |

|   | poseł           | w PE                 |
| - | --------------- | -------------------- |
| 1 | Michał Kamiński | 2004–2007, 2009–2014 |
| 2 | Paweł Kowal     | 2009–2014            |
| 3 | Marek Migalski  | 2009–2014            |